# Tartan (matériau)
Pour les articles homonymes, voir Tartan (homonymie).

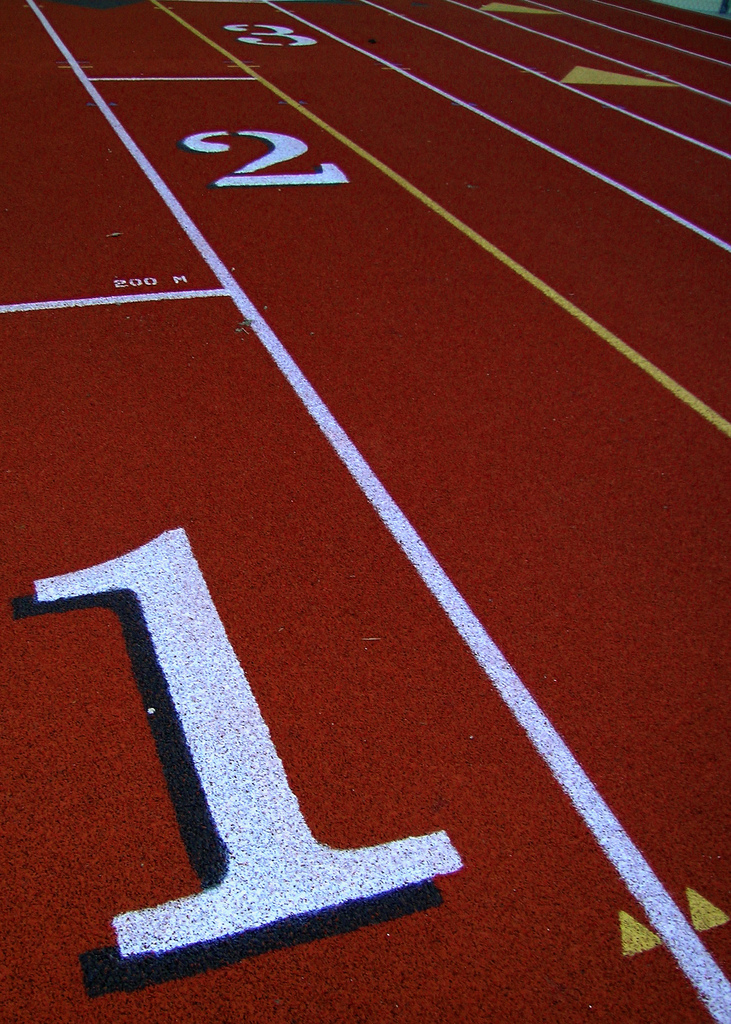
Piste en tartan

Le tartan est un matériau synthétique utilisé principalement sur les pistes d'athlétisme.

## Historique
Le tartan est un agglomérat en résine synthétique de polyuréthane, de caoutchouc (et à l'origine d'amiante), conçu à la fin des années 1950 lorsque la société 3M du Minnesota, spécialisée dans les rubans plastiques et les revêtements polymères, fait appel à une équipe de recherche d'APS Athletic Polymer Systems, filiale de MCP Industries, pour intégrer les propriétés du polyuréthane dans du caoutchouc. Le directeur de 3M, William Mc Knight est un passionné de courses de chevaux et souhaite en effet pour les pur-sang un revêtement régulier évitant leurs blessures. Il le teste en 1959 sur ses chevaux dont l’élevage s’appelle Tartan, d'où le nom adopté pour le matériau. Ce matériau se révèle trop cher pour couvrir les kilomètres de piste d’un hippodrome, si bien que 3M le propose aux stades des universités. 
Ses qualités (densité, texture rendant ce revêtement antidérapant et inaltérable) sont telles que les pistes en tartan sont mises en place lors des Jeux panaméricains de 1967 et des Jeux olympiques d'été de 1968. Il devient le matériau de référence des pistes d'athlétisme les dix années suivantes.
TARTAN est une marque déposée qui est devenue progressivement une marque générique. Toutes les pistes actuelles sont équipées des descendants de l'ancien tartan. Elles sont formées d'une couche anti-dérapante et poreuse d'élastomère ou de texture noire (gomme naturelle vulcanisée) liée par la résine sur une couche de fondation.